# Arnold Lupton
Arnold Lupton (11 septembre 1846 - 23 mai 1930) est un député du Parti libéral britannique, universitaire, anti-vaccinationniste, ingénieur minier et gestionnaire général (houillères). Il est emprisonné pour activités pacifistes pendant la Première Guerre mondiale.

## Biographie
Arnold Lupton est le fils d'Arthur Lupton (1819–1867) et d'Elizabeth Wicksteed. Son père est un pasteur unitarien, et membre de la famille Lupton de Leeds.